# Rivo Drei
Rivo Drei ist eine deutschsprachige Akustik-Pop-Band aus Berlin.
Gegründet im Oktober 2002 erlangte sie im Jahr 2006 mit ihrem ersten Album Yeah! Jawohl! Und überhaupt. und als Vorgruppe von Ich + Ich (Februar 2006), Silbermond (Sommer 2005 und Sommer 2006), Juli (August 2005), Tobias Regner und Mike-Leon Grosch (Juni 2006) und Xavier Naidoo (August 2006) sowie durch ihren Auftritt beim WDR Rockpalast im April 2006 Bekanntheit.

## Geschichte
Im Juni 2004 gewann Rivo Drei den Talentwettbewerb der Berliner Verkehrsbetriebe „Voices of BVG“, auf dem sie das Valicon Produzententeam bestehend aus Ingo Politz, Brix und Bernd Wendlandt kennenlernten, die bereits zuvor Künstler wie Silbermond, Bell, Book & Candle und Yvonne Catterfeld produzierten. Valicon sind die Produzenten des Debüt-Albums von Rivo Drei. Die Gruppe war bis 2008 über das angeschlossene Label Valicon Music (Ingo Politz, Brix, Bernd Wendlandt und Jörg Hacker) beim Major Label Sony BMG unter Vertrag, das auch ihr Debüt-Album veröffentlichte.
Ihr erstes Album mit dem Titel Yeah! Jawohl! Und überhaupt. ist im Mai 2006 erschienen. Mit ihrer Single Wie Flugzeuge sind Rivo Drei unter anderem auf den Samplern Bravo Hits 53 und RTL Sommer Hits 2006 vertreten. 2006 siegte Rivo Drei beim ersten GoogleIdol Wettbewerb in der Kategorie Original.
Ihr selbst produziertes Folgealbum Funk + Döner erschien am 11. Oktober 2010. Einige der Lieder wurden noch vom Produzententeam Valicon produziert, während ein Großteil des Albums vorwiegend in Eigenregie entstanden ist.
Nach einer längeren Pause veröffentlichte die Band am 31. Januar 2025 eine neue Single So sehr.

## Diskografie

### Alben
- 2006: Yeah! Jawohl! Und überhaupt.
- 2010: Funk + Döner

### Singles und EPs
- 2006: Sowas von gut (EP)
- 2006: Wie Flugzeuge (Single)
- 2007: Freunde fürs Leben (Single)
- 2025: So sehr (Single)